# Yeni Vatan Gazetesi

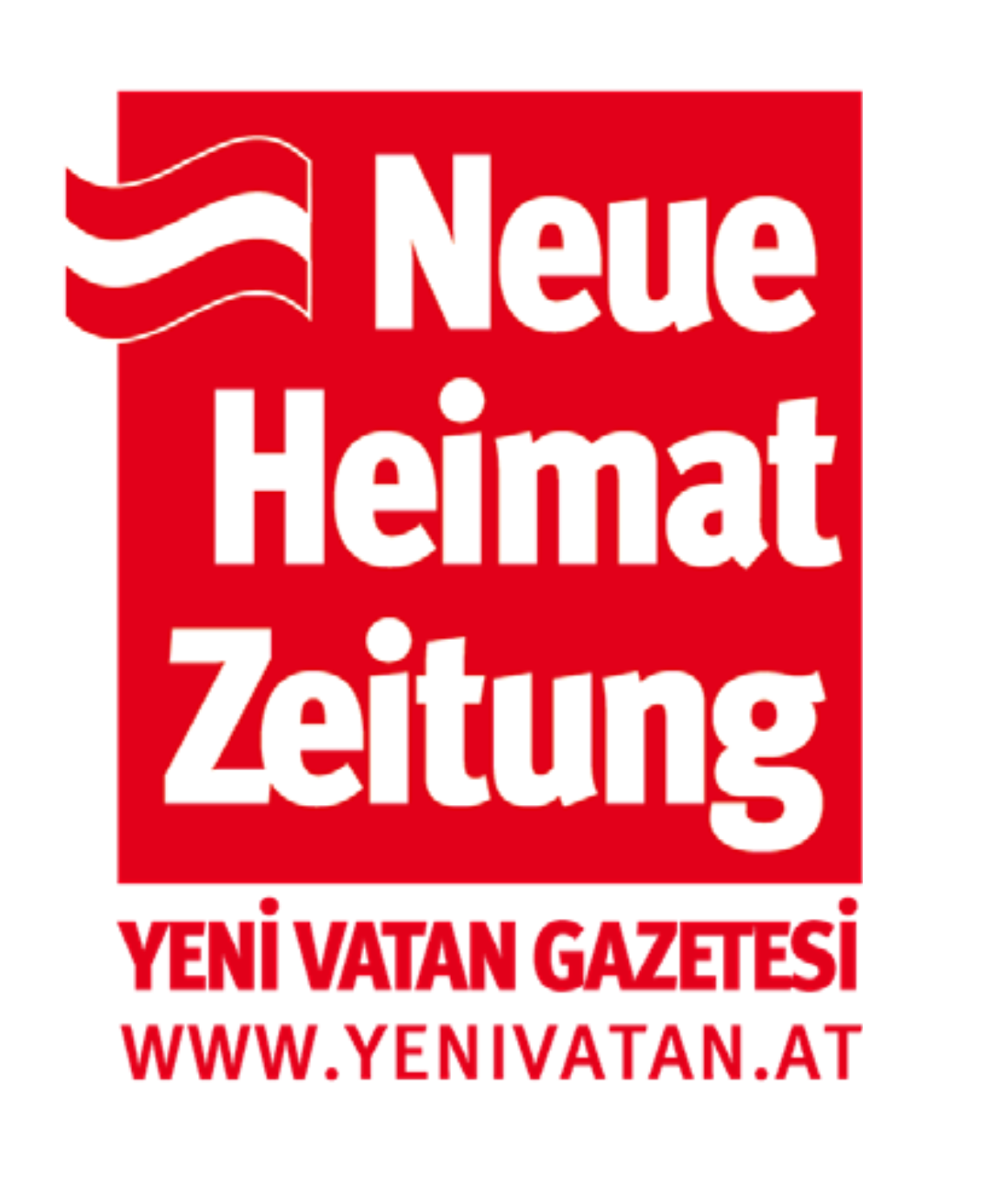
Logo der "Neue Heimat Zeitung" (www.yenivatan.at)

Die Yeni Vatan Gazetesi (dt.: „Neue Heimat Zeitung“) ist eine monatlich erscheinende österreichische Zeitschrift in türkischer Sprache. Die Zeitung wurde Ende 1999 von Birol Kilic gegründet. 
Die Yeni Vatan erscheint am 15. jedes Monats. Inserate werden sowohl in türkischer als auch in deutscher Sprache geschaltet. Die Zeitschrift wird kostenlos in türkischen Geschäften und in Moscheen verteilt, oder per Post an Haushalte versendet.

## Themen
Die Yeni Vatan Gazetesi informiert ihre Leser über Kultur, Gesellschaft und die österreichische sowie die internationale Politik. Ein elementarer Bestandteil des Inhalts sind Artikel für und über türkische Klein- und Mittelbetriebe in Österreich.
Die kulturellen Themen liegen sowohl im Bereich der türkischen als auch der europäischen bzw. österreichischen Kultur.

## Sonstiges
Yeni Vatan Gazetesi gibt als Lernhilfe zum Spracherwerb ein Bilderwörterbuch für Kinder heraus. Es enthält über 777 Wörter und wird vom österreichischen Bildungsministerium für den Schulunterricht empfohlen.
Des Weiteren organisiert die Yeni Vatan Gazetesi circa fünf kulturelle Veranstaltungen im Jahr, zum Beispiel im Wiener Konzerthaus, im Wiener Rathaus oder im Ronacher.
Nach Ausbruch der Covid-19-Pandemie brachte die Yeni Vatan Gazetesi mehrere Corona-Sonderausgaben heraus mit türkischsprachigen Informationen über aktuelle Maßnahmen, Regelungen und Gesundheitsvorkehrungen.
„Oftmals erhalten sie in Medien in ihrer Muttersprache falsche Auskünfte bezüglich Corona oder es werden wichtige Informationen verpasst beziehungsweise nicht richtig verstanden. Hier spielt die korrekte Wiedergabe der Verordnungen und Regelungen in der türkischen Muttersprache eine sehr wichtige Rolle.“- Yeni Vatan Gazetesi
Seit Anfang Februar 2021 ist die Yeni Vatan Gazetesi auch Mitglied beim Österreichischen Presserat und hat dessen Ehrenkodex unterzeichnet.